# Ad usum Delphini

Ad usum Delphini est une locution latine  signifiant « à l’usage du Dauphin ». Elle désigne une collection de classiques grecs et latins destinés à l’instruction de Louis de France, fils du roi Louis XIV, entreprise à l’initiative du duc de Montausier sous la supervision de Bossuet et Pierre-Daniel Huet.

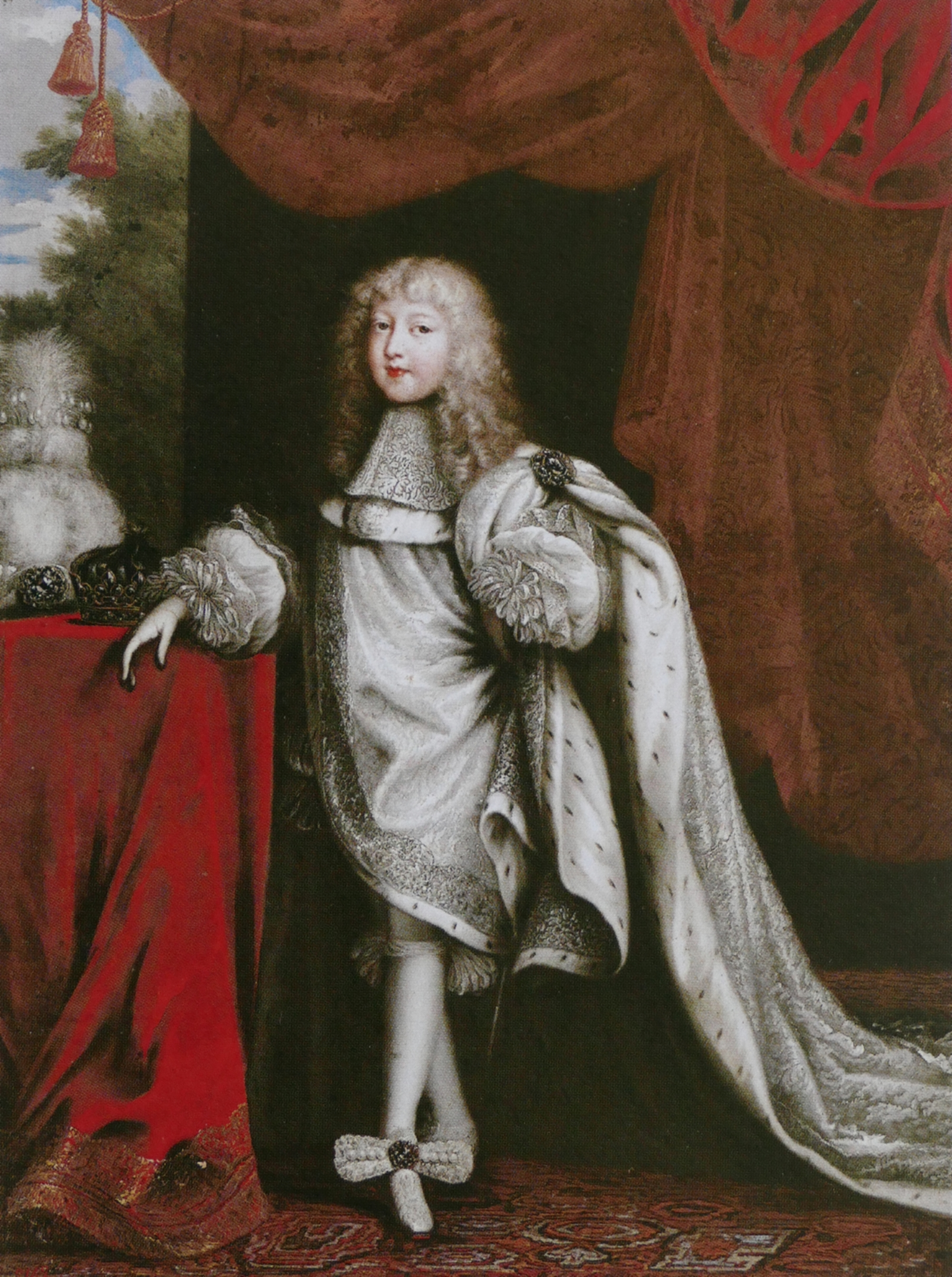
Portrait de Louis de France, le Dauphin, vers 1668.

Cette formule était estampillée sur la couverture des textes classiques qui avaient été épurés de leurs passages trop scabreux ou inappropriés pour le jeune âge du Dauphin. Les textes ainsi expurgés furent ensuite réimprimés et utilisés dans les écoles.
La collection comprend 64 volumes parus de 1670 à 1698. Les auteurs censurés s'appellent par exemple Homère, Aristophane, Plaute, Térence, Ovide, Juvénal, Martial ou Racine. L’Ancien Testament eut droit à ce genre de mutilation.

Comparer l’original du texte d’Esther de Racine :
Lorsque le roi, contre elle enflammé de dépit,

La chassa de son trône ainsi que de son lit.
avec la version ad usum Delphini :
Lorsque le roi contre elle irrité sans retour,

La chassa de son trône ainsi que de sa cour.
Aujourd’hui, cette expression est employée de façon ironique pour désigner un ouvrage expurgé afin de pouvoir être mis entre toutes les mains.